# 위험직무순직보상심사위원회
순직보상심사위원회는 순직유족연금 및 순직유족보상금의 지급에 관한 사항 심의를 위하여 설치된 대한민국 안전행정부 소속의 정부위원회이다. 위원회 성격은 심의위원회이다.

## 설치 근거
- 위험직무 관련 순직공무원의 보상에 관한법 7조 1항

## 기능
- 행정안전부장관의 순직유족연금 및 순직유족보상금의 지급결정을 위한 사전 심의

## 구성
- 위원장 : 행정안전부 제1차관 (당연직)
- 위원 
  - 당연직(5) : 행정안전부 제1차관, 인사실장, 기획재정부 행정예산심의관, 법무부     법무심의관, 국가보훈처 보상정책국장
  - 위촉직(4) : 의료계 2명, 법조계 1명, 기타 1명

## 운영
- 본회의